# Municipio de Lincoln (condado de Wright)
El municipio de Lincoln (en inglés: Lincoln Township) es un municipio ubicado en el condado de Wright en el estado estadounidense de Iowa. En el año 2010 tenía una población de 1386 habitantes y una densidad poblacional de 14,83 personas por km².

## Geografía
El municipio de Lincoln se encuentra ubicado en las coordenadas 42°41′17″N 93°40′35″O / 42.68806, -93.67639. Según la Oficina del Censo de los Estados Unidos, el municipio tiene una superficie total de 93.47 km², de la cual 93,47 km² corresponden a tierra firme y (0 %) 0 km² es agua.

## Demografía
Según el censo de 2010, había 1386 personas residiendo en el municipio de Lincoln. La densidad de población era de 14,83 hab./km². De los 1386 habitantes, el municipio de Lincoln estaba compuesto por el 90,33 % blancos, el 0,07 % eran afroamericanos, el 0,07 % eran amerindios, el 0,72 % eran asiáticos, el 6,85 % eran de otras razas y el 1,95 % eran de una mezcla de razas. Del total de la población el 17,39 % eran hispanos o latinos de cualquier raza.